# 米哈伊尔·瓦连京诺维奇·罗曼诺夫
米哈伊尔·瓦连京诺维奇·罗曼诺夫（羅馬化：Mikhail Valentinovich Romanov；1989年10月29日—）是俄罗斯政治人物，第七届和第八届国家杜马代表。
从西北管理学院毕业后，罗曼诺夫在国家杜马工作，担任第五届国家杜马代表维克托·祖巴列夫的助理。2009年，他创立了“北方首都”科教文化促进和社会项目实施基金会。2016年至2021年，罗曼诺夫担任第七届国家杜马代表。2021年9月，他再次当选第八届国家杜马议员。

## 制裁
罗曼诺夫于2022年因俄乌战争而受到英国政府制裁。